# John II Comyn
Pour les articles homonymes, voir John Comyn.
John (II) Comyn dit  l'Ancien, le Rouge ou le Compétiteur († vers 1302), seigneur de Badenoch, gardien de l'Écosse (1286-1290), et prétendant au trône d'Écosse (1290-1292), fut un important baron écossais.

## Biographie

### Parentés
Il est le fils aîné de John (I) Comyn († v. 1277), seigneur de Badenoch et justicier de Galloway, et sa première femme Eva, d'origine inconnue. Il hérite de la majeure partie des domaines de son père. Il est, de manière erronée appelé Comyn le Noir (anglais: Black Comyn) par quelques historiens modernes à cause du chroniqueur du XIVe siècle Andrew Wyntoun qui avait inventé ce sobriquet. Il est en fait prouvé qu'à son époque, il était comme son père appelé Red Comyn, surnom qui semblait être donné traditionnellement au chef de la branche senior des Comyn.
Entre 1270 et 1275, il épouse Éleanor de Bailleul (ou Balliol) (dite aussi Marjory), sœur de Jean de Bailleul, futur roi d'Écosse, et fille de Jean de Bailleul et de Derborgail de Galloway. Il a pour beau-frère Alexandre MacDougall († 1310), seigneur d'Argyll.
Il hérite du patrimoine familial, principalement les seigneuries de Badenoch et Lochaber, et les châteaux de Ruthven, Lochindorb, et Inverlochy. À la mort sans héritier de son frère cadet William († v. 1290), il hérite des seigneuries de Lenzie et Kirkintilloch dans l'East Dunbartonshire.

### Début de carrière
Il est adoubé chevalier par le roi Alexandre III d'Écosse en 1270. En 1276, il est dans l'entourage du roi à Selkirk. En 1281, il est présent à Roxburgh lorsqu'il fait le serment de respecter les termes de l'arrangement passé avec le roi Éric II de Norvège pour son mariage avec Marguerite, fille d'Alexandre III d'Écosse. En 1284, il est également présent avec toute la noblesse d'Écosse lorsque Marguerite (1282/83-1290), la fille de Marguerite et Éric II, est reconnue comme héritière présomptive de son grand-père Alexandre III. À la mort du roi, en 1286, il est élu par ses pairs l'un des six gardiens de l'Écosse. Il est l'un des trois gardiens responsables des domaines situés au sud de la Forth, bien que ses domaines soient plus importants au nord de celle-ci.
Le 27 septembre 1289, il est envoyé à Salisbury avec les évêques William Fraser de Saint-Andrews et Robert Wishart de Glasgow, eux aussi gardiens de l'Écosse, et Robert (V) de Bruce, 5e seigneur d'Annandale, pour négocier avec les Anglais le retour de la princesse Marguerite de Norvège en Écosse. Quelques mois plus tard, l'union de la jeune Marguerite avec l'héritier de la couronne d'Angleterre Édouard est décidée par traité. Comyn est présent parmi les barons et prélats qui le confirment formellement en juillet 1290 à Birgham.

### La crise de succession au trône
La mort inopinée de Marguerite Ire d'Écosse, fin septembre-début octobre 1290 à l'âge de 7 ans, rend caduques ces dispositions et donne une nouvelle tournure aux affaires écossaises. Comyn devient l'un des quatorze prétendants au trône laissé vacant comme descendant en ligne féminine du roi Donald III d'Écosse. En effet, Hextilda, sa petite-fille, avait épousé Richard Comyn († 1178), et était donc son arrière-arrière-grand-mère.
En juin 1291 à Norham, avec les autres prétendants, il reconnaît la suzeraineté d'Édouard Ier d'Angleterre sur le royaume. Cela permet au roi Édouard de se déclarer apte à arbitrer entre les revendications des prétendants. Dans la compétition pour le trône, il use de son influence pour soutenir la candidature de son beau-frère Jean de Bailleul qu'il estime plus proche de la famille royale que lui-même.
Il approuve la décision du roi d'Angleterre qui, en novembre 1292, accorde le royaume à Jean de Bailleul. Durant les premières années de règne, il occupe une place prééminente dans la politique écossaise du fait de sa parenté avec le nouveau roi. Mais le roi d'Angleterre est bien décidé à affirmer sa suzeraineté sur son voisin, et Bailleul est un roi faible. En 1295, il devient évident que Bailleul n'est pas à la hauteur de son rang, et le pouvoir lui est retiré par ses barons. Comyn est à nouveau élu dans un conseil de douze administrateurs du royaume. Plus tard, cette même année, il est en France pour négocier un traité.

### La guerre d'indépendance
En 1296, le roi Jean rejette la suzeraineté d'Édouard Ier, et l'Angleterre entre en guerre contre l'Écosse. Les terres de Comyn dans le Northumberland sont rapidement confisquées. Son fils, John Comyn le Jeune, prend part à des raids sur l'Angleterre, et est capturé à Dunbar. Il est envoyé comme otage à la Tour de Londres. Comyn se soumet au roi anglais en juillet 1296, après la défaite de bataille de Dunbar. Il est envoyé en exil en Angleterre, à Geddington (Northamptonshire), mais est relativement libre de ses mouvements.
Après le début de la révolte de William Wallace, en 1297, Édouard Ier l'envoie en Écosse rétablir l'ordre. Il lui est ensuite ordonné d'assister l'Anglais Brian Fitzalan dans sa gestion du royaume écossais. Il est envoyé réprimer une rébellion dans le Moray, mais il semble qu'il soit passé du côté des rebelles, car ses terres anglaises lui sont à nouveau confisquées fin 1297.

### Fin de vie
Il est probable que Comyn ait fourni des troupes à l'armée écossaise lors de la défaite de Falkirk en 1298. Pour Jean de Fordun, un chroniqueur écrivant quelques décennies après les faits, les Comyn jalousaient William Wallace et auraient déserté le champ de bataille.
Édouard Ier désigne son fils John pour être l'un des gardiens du royaume. Pour l'historien britannique Alan Young, cela suggère que son père est alors soit trop vieux, ou trop incapable, voire trop discrédité pour assumer ce rôle.
Comyn meurt vers 1302 dans son château de Lochindorb. Son fils John lui succède.

## Mariage et postérité
Entre 1270 et 1275, il épouse Éleanor Balliol (ou Marjory), sœur de Jean de Bailleul, futur roi d'Écosse, et fille de Jean de Bailleul et de Derborgail de Galloway. On ne leur connaît qu'un enfant :
- John Comyn le Jeune († 1306), seigneur de Badenoch, succède à son père ;

### Sources
- Alan Young, « Comyn, Sir John, lord of Badenoch (d. c.1302) », Oxford Dictionary of National Biography, Oxford University Press, édition en ligne, janvier 2008.